# Новый Кырлай
Новый Кырлай — село в Арском районе республики Татарстан, административный центр Новокырлайского сельсовета. В период с 1892 по 1895 год в селе проживал народный татарский поэт Габдулла Тукай.
Новый Кырлай расположен в 22 км от районного центра Арска и 67 км от Казани. Через село протекает река Ия, впадающая в Казанку. Население Кырлая — около 500 человек. Основная масса населения села — татары.
В селе присутствует гостинично-развлекательный комплекс «Кырлай», а также Литературно-мемориальный музейный комплекс Габдуллы Тукая, что привлекает сюда множество туристов со всего Татарстана.

## История
Основано в конце XVII — начале XVIII веков. В дореволюционных источниках упоминается также как Новопоселённая Гарь, Малый Крылай.
«Есть аул вблизи Казани, по названию Кырлай… Хоть я родом не оттуда, но любовь к нему хранил, на земле его работал — сеял, жал и боронил. Он слывет большим аулом? Нет, напротив, невелик, а река, народа гордость, — просто маленький родник. Эта сторона лесная вечно в памяти жива. …Всякий разум я теряю, только вспомню я Кырлай» — Габдулла Тукай.
В XVIII — 1-й половине XIX века жители относились к категории государственных крестьян. Занимались земледелием, разведением скота, обувным промыслом. 
В «Списке населенных мест по сведениям 1859 года», изданном в 1866 году, населённый пункт упомянут как казённая деревня Новый Крылай 2-го стана Казанского уезда Казанской губернии. Располагалась при безымянной речке, по левую сторону Сибирского почтового тракта, в 74 верстах от губернского города Казани и в 20 верстах от становой квартиры в заштатном городе Арске. В деревне в 28 дворах жили 258 человек (133 мужчины и 125 женщин). Была мечеть.
По сведениям переписи 1897 года, в деревне Крылай Новый (Зяна Крылай) Казанского уезда Казанской губернии проживали 505 человек (243 мужчины, 262 женщины), все мусульмане.
В начале XX века здесь функционировали мечеть, ветряная мельница, 2 мелочные лавки. До 1920 село входило в Ново-Кишитскую волость Казанского уезда Казанской губернии. С 1920 года — в составе Арского кантона ТАССР. В дальнейшем входил в различные районы ТАССР: с 10 августа 1930 — в Арский, с 10 февраля 1935 — в Кзыл-Юлский, с 18 июля 1956 в Тукаевский, с 1 февраля 1963 — в Арский район.

## Население
| 1859 | 1897 | 1908 | 1920 | 1926 | 1938 | 1949 | 1958 | 1970 | 1979 | 1989 | 2011 |
| ---- | ---- | ---- | ---- | ---- | ---- | ---- | ---- | ---- | ---- | ---- | ---- |
| 258  | 580  | 546  | 659  | 678  | 810  | 692  | 618  | 660  | 574  | 526  | 523  |